# Guilherme de Lorris

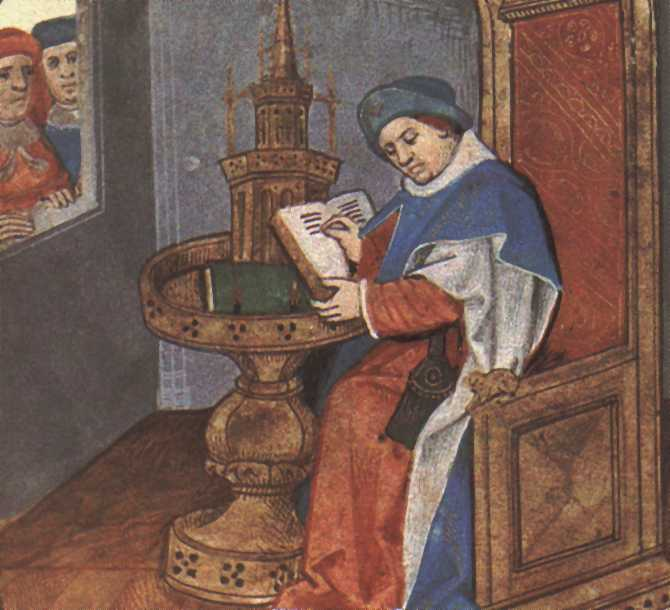
Guillaume de Lorris retratado numa iluminura de um manuscrito do Romance da Rosa.

Guilherme de Lorris (em francês Guillaume de Lorris, Lorris, c. 1200 — c. 1238) foi um poeta francês da Idade Média. 

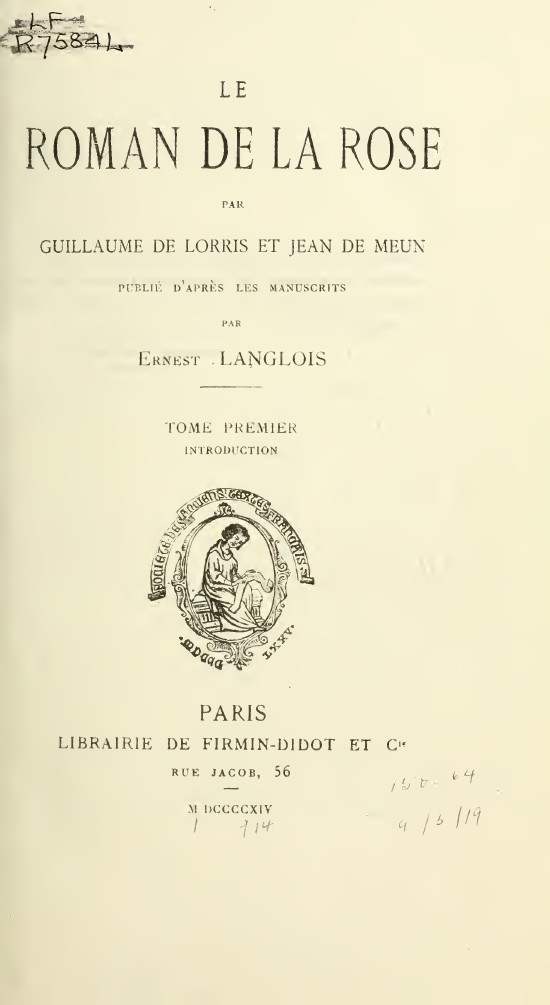
Roman de la Rose (ed. 1914)

Pouco se sabe da sua vida, excepto que escreveu a primeira parte da obra Roman de la Rose cerca de 1230. Este poema, fortemente influenciado pelo conceito do amor cortês, teve grande influência ao longo de toda a Idade Média francesa.
O poema de Guilherme, deixado inacabado com cerca de 4000 versos, foi continuado cerca de 40 anos mais tarde pelo poeta Jean de Meun, que escreveu uma segunda parte de caráter muito diferente.